# Непойманный третий страйк
В бейсболе и софтболе, непойманный третий страйк (англ. Uncaught third strike) — игровая ситуация, когда кэтчер не ловит мяч, брошенный питчером на третий страйк. Мяч считается непойманным, если он касается земли прежде чем его ловит кэтчер (прыгающий мяч), или если кэтчер не фиксирует мяч в перчатке после броска и роняет его на землю. В Главной лиге бейсбола непойманный третий страйк регулируется пунктами 6.05 и 6.09 официальных правил игры в бейсбол.
Если возникает такая игровая ситуация, при отсутствии раннера на первой базе или при двух аутах баттер сразу становится раннером. Судья объявляет страйк (но не выводит баттера в аут) и может жестами показать, что мяч не пойман. Баттер должен занять базу; он может быть выведен в аут игроками защиты с помощью тег-аута или форс-аута. Если все базы заняты раннерами, кэтчер может подобрать мяч и бросить его на любую базу или встать с мячом на дом, чтобы завершить часть иннинга.
Уточнение в правилах «отсутствие раннера на первой базе или два аута» требуется для того, чтобы кэтчер специально не ронял мяч и затем несправедливо выводил сразу нескольких игроков в аут. Эта оговорка схожа с правилом infield fly rule  (англ.).
Независимо от последующих событий, в статистику питчера засчитывается страйк-аут, что приводит к тому, что за один иннинг питчер может сделать четыре страйк-аута.
После спорного момента с применением этого правила в девятом иннинге второй игры финальной серии Американской лиги в сезоне 2005, к правилу 6.09(b) было добавлено уточнение:

Комментарий: Баттер, который не осознаёт то, что третий страйк не был пойман, и который не находится в процессе движения к первой базе, должен быть объявлен находящимся в ауте в тот момент, когда он покинет круг из глины вокруг дома.
Оригинальный текст (англ.)Comment: A batter who does not realize his situation on a third strike not caught, and who is not in the process of running to first base, shall be declared out once he leaves the dirt circle surrounding home plate.

Этот комментарий представляет собой официальное толкование применения правила. До уточнения правила баттер мог попробовать занять первую базу в любой момент до входа в даг-аут.
17 мая 2011 года игрок «Цинциннати Редс» Мигель Кайро занял первую базу после выхода из глиняного круга, а арбитр ошибся и не применил правило 6.09(b).